# Кунчерово
Кунчерово — село в Неверкинском районе Пензенской области России. Входит в состав Дёминского сельсовета.

## География
Село находится в юго-восточной части Пензенской области, в пределах Приволжской возвышенности, в лесостепной зоне, на левом берегу реки Кадады, на расстоянии примерно 23 километров (по прямой) к северо-западу от села Неверкина, административного центра района. Абсолютная высота — 208 метров над уровнем моря.

### Климат
Климат характеризуется как умеренно континентальный, с тёплым летом и умеренно холодной зимой. Средняя температура воздуха самого холодного месяца (января) составляет −13,3 °C —−12,8 °C (абсолютный минимум — −32,5 °С); самого тёплого месяца (июля) — 19,2 °C (абсолютный максимум — 39 °С). Безморозный период длится в среднем 126 дней. Годовое количество атмосферных осадков составляет 527 мм, из которых большая часть выпадает в тёплый период. Снежный покров держится в течение 149 дней.

### Часовой пояс
Село Кунчерово, как и вся Пензенская область, находится в часовой зоне МСК (московское время). Смещение применяемого времени относительно UTC составляет +3:00.

## Население
| 1750 | 1795 | 1859 | 1911  | 1926  | 1939  | 1959 |
| ---- | ---- | ---- | ----- | ----- | ----- | ---- |
| 324  | ↗406 | ↗579 | ↗1445 | ↗1639 | ↘1216 | ↘838 |
| 2004 | 2010 |      |       |       |       |      |
| ↘335 | ↘241 |      |       |       |       |      |

### Национальный состав
Согласно результатам переписи 2002 года, в национальной структуре населения татары составляли 76 %.